# José Alejandro Vargas
José Alejandro «Chichí» Vargas Guerrero (La Vega, 6 de julio de 1955) es un juez, escritor, ingeniero, periodista, locutor y catedrático dominicano con una amplia trayectora en la carrera judicial, considerado como uno de los mayores expertos en materia de Derecho Procesal Penal y Derecho Constitucional del país. Ha sido ampliamente conocido por la población en general por haber manejado casos de alto perfil mediático como el del capo boricua José David Figueroa Agosto "Junior Cápsula", el del presunto narcotraficante dominicano César Emilio "El Abusador" Peralta y el caso antipulpo.
Su forma poco ortodoxa de llevar a cabo los procesos judiciales que conoce en su calidad de juez le han ganado amplia popularidad dentro y fuera de los tribunales dominicanos.

## Biografía

### Educación
José Alejandro Vargas pasó su infancia y adolescencia en los populosos barrios de Los Guandules, Ensanche Luperón y María Auxiliadora en la parte oriental del Distrito Nacional donde cursó sus estudios primarios en la Escuela República de Colombia, Escuela República Dominicana y los estudios secundarios en el Liceo Secundario Juan Pablo Duarte. Se graduó de Ingeniero Civil en la Universidad Autónoma de Santo Domingo. Posteriormente cursó la carrera de Derecho de la Universidad Eugenio María de Hostos en el año 1993. En el año 2003 cursó un posgrado en Derecho Penal, en el año 2004 un posgrado en Procedimiento Civil y en el año 2008 una Maestría en Derecho Penal, todos estos estudios superiores los realizó en la Universidad Autónoma de Santo Domingo.
Realizó una maestría en Derecho Constitucional y Derechos Fundamentales en la Pontificia Universidad Católica Madre y Maestra con doble titulación en la Universidad de Castilla-La Mancha en el año 2012 y finalmente una Maestría en Derecho de Administración del Estado en el Instituto Global de Altos Estudios en conjunto con la Universidad de Salamanca en el año 2015.

### Judicatura
Ingresó a la Escuela Nacional de la Judicatura en el año 2005 como "aspirante a Juez" donde posteriormente desarrollaría la mayor parte de su carrera profesional. Ese mismo año fue nombrado Juez de Paz del Tribunal Especial de Tránsito del Distrito Nacional, en el año 2007 fue promovido a Juez de Primera Instancia del Juzgado de Atención Permanente y en el año 2017 fue promovido a Juez Coordinador de los Juzgados de Atención Permanente del Distrito Nacional, es miembro fundador del Colegio Dominicano de Periodistas y miembro del Colegio de Abogados de República Dominicana.
Se postuló como aspirante a una posición como miembro del Tribunal Superior Electoral en la elección realizada por el Consejo Nacional de la Magistratura en el año 2017, posteriormente declinando sus aspiraciones por entender que los miembros de dicho órgano "no le tenían confianza".Posteriormente en el año 2021 volvió a postularse ante el Consejo Nacional de la Magistratura, esta vez como candidato a Juez del Tribunal Constitucional en el año 2021 donde resultó elegido.

### Docencia y obras
José Alejandro Vargas se desempeña como catedrático de grado en la Universidad O&M impartiendo docencia de las materias "Derecho Constitucional" y "Derecho del Pensamiento Social Dominicano" y como catedrático de posgrado de las maestrías de "Derecho Procesal Penal" y "Derecho Constitucional" en la Universidad Autónoma de Santo Domingo. Es autor de los libros El Tribunal Constitucional y las garantías de derechos fundamentales (2013), Guía práctica de la acción de inconstitucionalidad (2014) y "Medidas de coerción personal (2016). Se considera uno de los más eminentes conocedores de Derecho Procesal Penal y Derecho Constitucional en la República Dominicana.